# Eberhard Gutsleff der Ältere
Eberhard Gutsleff der Ältere (* 21. März 1654 in Urvaste; † 30. Dezember 1724 in Tallinn) war ein deutschbaltischer Theologe. Er wurde vor allem als Bibelübersetzer in die nord-estnische Sprache bekannt.

## Leben und Werk
Eberhard Gutsleff wurde als Sohn des Theologen und Bibelübersetzers Johann Gutslaff († 1657) und dessen Frau Anna Habern (um 1620-nach 1674) geboren. Er studierte von 1675 bis 1677 Theologie an der Universität Wittenberg. Von 1681 bis 1700 war er Diakon und von 1700 bis zu seinem Tod 1724 Pastor an der Heiliggeistkirche in der estnischen Hauptstadt Tallinn (deutsch Reval). Ab 1700 war er gleichzeitig Assessor am Konsistorium.
Zwischen 1704 und 1706 war Eberhard Gutsleff maßgeblich an der Übersetzung des Neuen Testaments in die nordestnische Sprache beteiligt. Er leitete 1715 gemeinsam mit seinem Sohn Heinrich Gutsleff die Endredaktion und Herausgabe der Übersetzung.
Er war auch an den Übersetzungsarbeiten der ganzen Bibel in die nord-estnische Sprache beteiligt, die 1739 in Tallinn erschien.
Eberhard Gutsleff wurde im Februar 1725 in der Olaikirche in Tallinn begraben.

## Privatleben
Eberhard Gutsleff war mit Catharina Niederhoff († 1710) verheiratet. Söhne waren der Pastor von Kullamaa (Goldenbeck) und Bibelübersetzer Heinrich Gutsleff (um 1682–1747) und Eberhard Gutsleff der Jüngere (um 1700–1749), der Superintendent der Insel Saaremaa (Ösel).